# Bordetella bronchialis
Bordetella bronchialis es una especie de  bacteria gramnegativa del género Bordetella. Fue descrita en el año 2015. Su etimología hace referencia a bronquios. Es aerobia y móvil. Tiene un tamaño de 0,2 μm de ancho por 1,2 μm de largo. Crece en forma individual o en parejas. Forma colonias convexas, traslúcidas y con márgenes lisos en agar TSA tras 72 horas de incubación. Temperatura de crecimiento óptima de 28 °C. Catalasa positiva. Tiene un contenido de G+C de 67,5%. Se ha aislado en muestras respiratorias humanas en Estados Unidos. 